# حيدر أميل
حيدر عثمان أميل (بالإنجليزية: Hyder Osman Amil؛ مواليد 28 مايو 1990) هو مُقاتل فنون قتالية مختلطة أمريكي فلبيني.

## وصلات خارجية
لا توجد روابط لمواقع التواصل الاجتماعي.

- هذه المقالة لا تملك بيانات على ويكي بيانات
- لا بيانات لهذه المقالة على ويكي بيانات تخص الفن